# Ronde van Vlaanderen 1943
De 27ste editie van de Ronde van Vlaanderen werd verreden op 19 april 1943 over een afstand van 215 km van Gent naar velodroom 't Kuipke in Gent. De gemiddelde uursnelheid van de winnaar was 35,050 km/h. Van de 127 vertrekkers bereikten er 37 de aankomst waar Achiel Buysse voor de derde keer won als eerste renner ooit.

## Hellingen
- Kwaremont
- Kruisberg
- Edelareberg

## Uitslag
| Rang | Renner              | Land   | Ploeg              | Tijd     |
| ---- | ------------------- | ------ | ------------------ | -------- |
| 1    | Achiel Buysse       | België | Dilecta-Wolber     | 6h07'58" |
| 2    | Albert Sercu        | België | Dilecta-Wolber     | zt       |
| 3    | Camille Beeckman    | België | geen               | z.t.     |
| 4    | Sylvain Grysolle    | België | Dilecta-Wolber     | op 25"   |
| 5    | Marcel Kint         | België | Mercier-Hutchinson | op 1'20" |
| 6    | Albert Beirnaert    | België | geen               | z.t.     |
| 7    | Joseph Moerenhout   | België | Dilecta-Wolber     | z.t.     |
| 8    | Adolf Vandenbossche | België | geen               | z.t.     |
| 9    | Jan Van Steen       | België | geen               | z.t.     |
| 10   | Eugène Kiewit       | België | geen               | z.t.     |

1913 · 
1914 · 
1915 · 
1916 · 
1917 · 
1918 · 
1919 · 
1920 · 
1921 · 
1922 · 
1923 · 
1924 · 
1925 · 
1926 · 
1927 · 
1928 · 
1929 · 
1930 · 
1931 · 
1932 · 
1933 · 
1934 · 
1935 · 
1936 · 
1937 · 
1938 · 
1939 · 
1940 · 
1941 · 
1942 · 
1943 · 
1944 · 
1945 · 
1946 · 
1947 · 
1948 · 
1949 · 
1950 · 
1951 · 
1952 · 
1953 · 
1954 · 
1955 · 
1956 · 
1957 · 
1958 · 
1959 · 
1960 · 
1961 · 
1962 · 
1963 · 
1964 · 
1965 · 
1966 · 
1967 · 
1968 · 
1969 · 
1970 · 
1971 · 
1972 · 
1973 · 
1974 · 
1975 · 
1976 · 
1977 · 
1978 · 
1979 · 
1980 · 
1981 · 
1982 · 
1983 · 
1984 · 
1985 · 
1986 · 
1987 · 
1988 · 
1989 · 
1990 · 
1991 · 
1992 · 
1993 · 
1994 · 
1995 · 
1996 · 
1997 · 
1998 · 
1999 · 
2000 · 
2001 · 
2002 · 
2003 · 
2004 · 
2005 · 
2006 · 
2007 · 
2008 · 
2009 · 
2010 · 
2011 · 
2012 · 
2013 · 
2014 · 
2015 · 
2016 · 
2017 · 
2018 · 
2019 · 
2020 · 
2021 · 
2022 · 
2023 · 
2024
Lijst van beklimmingen